# Galerie de Chartres
La galerie de Chartres est une voie du 1er arrondissement de Paris, en France.

## Situation et accès
La galerie de Chartres est une voie privée située dans le 1er arrondissement de Paris. Elle débute  galerie de Nemours et se termine  galerie de la Cour-d'Honneur.

## Origine du nom
Elle doit son nom au duc de Chartres, qui deviendra duc d'Orléans, Ferdinand-Philippe d'Orléans fils ainé du roi Louis-Philippe.

## Historique
Cette voie privée fait partie du Palais-Royal.

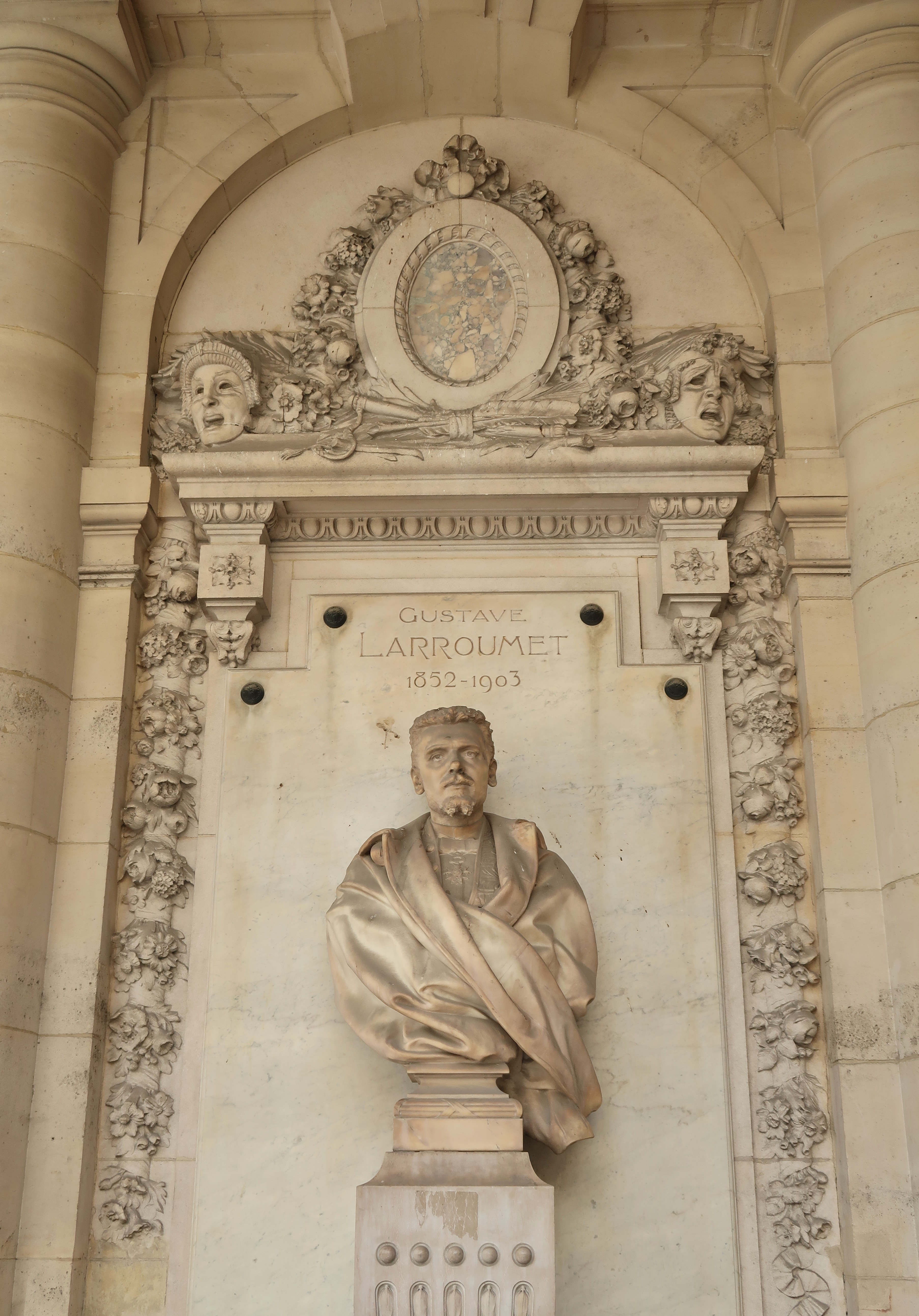
Buste de Gustave Larroumet.